# Gertrud Meißner
Gertrud Meißner (* 16. April 1895 in Wollin (Pommern); † 20. November 1985 in Borstel (Holstein)) war eine deutsche Medizinerin.
Gertrud Meißner studierte ab 1915 Medizin in Berlin, Jena und Greifswald. An der Universität Greifswald, wo sie von 1921 bis 1927 am Hygienischen Institut wissenschaftlich arbeitete, erfolgte 1922 die Promotion, 1928 habilitierte sie sich für Bakteriologie und Hygiene an der Universität Breslau. Dort war sie als Privatdozentin am Bakteriologischen Hygieneinstitut und von 1935 bis 1945 als Leiterin eines medizinisch-diagnostischen Instituts und an der Lehranstalt für medizinisch-technische Assistentinnen tätig.
1945 flüchtete Gertrud Meißner aus Breslau nach Schleswig-Holstein. Ab 1948 war sie Leiterin des Mikrobiologischen Laboratoriums des Tuberkulose-Forschungszentrums Borstel bei Hamburg. Seit 1961 lehrte sie an der Medizinischen Fakultät der Universität Hamburg als Honorarprofessorin.
Sie schrieb rund 200 wissenschaftliche Arbeiten über verschiedene Probleme der medizinischen Bakteriologie und Serologie sowie über die Chemotherapie der Tuberkulose und wurde 1960 mit der Verleihung des Verdienstkreuzes 1. Klasse des Verdienstordens der Bundesrepublik Deutschland geehrt. 1966 wurde sie Ehrendoktor der Universität Kiel.
1965 erhielt sie den Robert-Koch-Preis. 1981 erhielt sie das Große Bundesverdienstkreuz.